# The Very Best of Enya
A The Very Best of Enya Enya ír zeneszerző és énekesnő második válogatásalbuma. Az énekesnő kedvenc dalai szerepelnek rajta; ő, valamint producere, Nicky Ryan és dalszövegírója, Roma Ryan válogatták össze őket. Két változatban jelent meg, eltérő számsorrenddel; az egyikhez DVD is tartozik, rajta Enya több videóklipjével. Az albumon új dalok nem szerepelnek, de az Aníron, melyet Enya A Gyűrű Szövetsége című filmhez írt, eddig kiadatlan formában került fel az albumra.
Enya hivatalos honlapján jelentette be, hogy az album november 16-án megjelenik. Ezt Roma Ryan is megerősítette. A megjelenést később elhalasztották november 23-ra, illetve az USA-ban december 1-re. 2009. szeptember 19-én Roma Ryan az albumborítót is megmutatta Enya hivatalos fórumán, a Unityn.
A DVD-n a következő videóklipek nem szerepelnek Enya klipjei közül: May It Be, Book of Days, I Want Tomorrow, Exile és How Can I Keep from Singing?. Ezek ugyanis részleteket tartalmaznak különféle filmekből vagy televíziós sorozatokból. Észak-Amerikában most jelentek meg Enya videóklipjei először DVD-n, ugyanis a 2001-ben megjelent The Video Collection nem jelent meg a kontinensen. A DVD-n három dokumentumfilm is szerepel.
Minden dal szerzője Enya, dalszövegírója pedig Roma Ryan, kivéve a The Celtset és az Aldebarant, melyeknél Enya is közreműködött a szövegírásban.

## Számlista

### Standard kiadás
1. Orinoco Flow (a Watermark albumról)
2. Aníron (I Desire) (korábban kiadatlan változat)
3. Storms in Africa (a Watermark albumról)
4. Caribbean Blue (a Shepherd Moons albumról)
5. Book of Days (a Shepherd Moons albumról)
6. The Celts (a The Celts albumról)
7. Only Time (az A Day without Rain albumról)
8. Wild Child (az A Day without Rain)
9. Water Shows the Hidden Heart (az Amarantine albumról)
10. Anywhere Is (a The Memory of Trees albumról)
11. Cursum Perficio (a Watermark albumról)
12. Amarantine (az Amarantine albumról)
13. Aldebaran (a The Celts albumról)
14. Trains and Winter Rains (az And Winter Came… albumról)
15. Watermark (a Watermark albumról)
16. Boadicea (a The Celts albumról)
17. A Day without Rain (az A Day without Rain albumról)
18. May It Be (az A Gyűrűk Ura: A Gyűrű Szövetsége filmzenéjéből)

Bónuszdalok a japán kiadáson
1. To Go Beyond (Part II) (a The Celts albumról)
2. Only If (a Paint the Sky with Stars albumról)
3. Dreams Are More Precious (az And Winter Came… albumról)[3]

Bónuszdal a kanadai kiadáson
1. Oiche Chiuin (Chorale) (az And Winter Came… albumról)

### Deluxe kiadás
| CD 1. Trains and Winter Rains (az And Winter Came… albumról) 2. My! My! Time Flies! (az And Winter Came… albumról) 3. Stars and Midnight Blue (az And Winter Came… albumról) 4. Amarantine (az Amarantine albumról) 5. Sumiregusa (az Amarantine albumról) 6. The River Sings (az Amarantine albumról) 7. If I Could Be Where You Are (az Amarantine albumról) 8. Wild Child (az A Day without Rain albumról) 9. Only Time (az A Day without Rain albumról) 10. Drifting (az Amarantine albumról) 11. Flora's Secret (az A Day without Rain albumról) 12. Fallen Embers (az A Day without Rain albumról) 13. One by One (az A Day without Rain albumról) 14. Pax Deorum (a The Memory of Trees albumról) 15. Athair ar Neamh (a The Memory of Trees albumról) 16. Anywhere Is (a The Memory of Trees albumról) 17. Orinoco Flow (a Watermark albumról) 18. Watermark (a Watermark albumról) 19. Boadicea (a The Celts albumról) 20. May It Be (A Gyűrűk Ura filmzenéje) 21. Caribbean Blue (a Shepherd Moons albumról) 22. Aníron (I Desire) (korábban kiadatlan változat) | DVD 1. Orinoco Flow 2. Caribbean Blue 3. Only Time 4. The Celts 5. Amarantine 6. Trains and Winter Rains 7. Evening Falls… 8. Anywhere Is 9. It’s in the Rain 10. Wild Child 11. Only If… 12. Storms in Africa 13. On My Way Home 14. Enya: Egy élet zenében (dokumentumfilm) 15. A Caribbean Blue készítése (dokumentumfilm) 16. Az Only Time készítése (dokumentumfilm) |

## Produkció
- Minden hangszer és vokál: Enya
- Zenei elrendezés: Enya és Nicky Ryan
- Keverés: Nicky Ryan
- Dalszövegek: Roma Ryan
- A felvégelek az Aigle stúdióban készültek
- Művészeti rendezés és design: Peacock

## Helyezések
| Ország             | Legmagasabb helyezés | Minősítés  | Elkelt példányszám |
| ------------------ | -------------------- | ---------- | ------------------ |
| Ausztrália         | 24                   |            |                    |
| Ausztria           | 18                   |            |                    |
| Belgium (Flandria) | 25                   |            |                    |
| Belgium (Vallónia) | 34                   |            |                    |
| Csehország         | 16                   |            |                    |
| Egyesült Királyság | 32                   | Ezüstlemez | 60 000+            |
| Hollandia          | 14                   |            |                    |
| Hongkong           | 15                   |            |                    |
| Írország           | 22                   |            |                    |
| Kanada             | 25                   |            |                    |
| Mexikó             | 79                   |            |                    |
| Németország        | 19                   |            |                    |
| Norvégia           | 36                   |            |                    |
| Olaszország        | 35                   |            |                    |
| Spanyolország      | 27                   |            |                    |
| Svájc              | 14                   |            |                    |
| Svédország         | 23                   |            |                    |
| Új-Zéland          | 6                    | Aranylemez | 7500+              |